# Román Oyarzun Oyarzun
Román Oyarzun Oyarzun (Olagüe, 1882-Pamplona, 1968) fue un abogado, periodista, diplomático, empresario, escritor y político tradicionalista español.

## Biografía

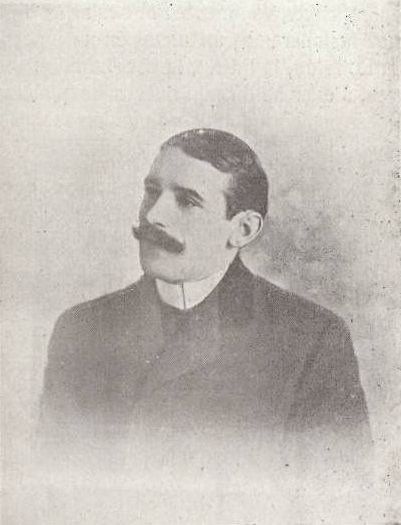
Román Oyarzun (1908)

### Periodista
Román Oyarzun nació en 1882 en Olagüe (Navarra), hijo de Juan Miguel Oyarzun (†1908). Fue periodista desde su juventud, enviando con tan sólo once años un artículo al periódico carlista El Pensamiento Navarro, que fue publicado, lo que le animó a seguir colaborando con el diario. Cuando se descubrió la edad del joven colaborador, el director del periódico Eustaquio de Echave-Sustaeta lo quiso conocer, dándole frases de aliento.
En 1908 fue director de El Correo de Guipúzcoa, sustituyendo a Luis Hernando de Larramendi, cargo que desempeñaría durante dos años. En septiembre de 1910 se reunió en el castillo de Frohsdorf con el jefe del movimiento legitimista, Jaime de Borbón y Borbón-Parma, actuando como su secretario. Como tal, entrevistó a Don Jaime y a su tío Don Alfonso para un reportaje que fue publicado en El Correo Español.

### Diplomático y empresario

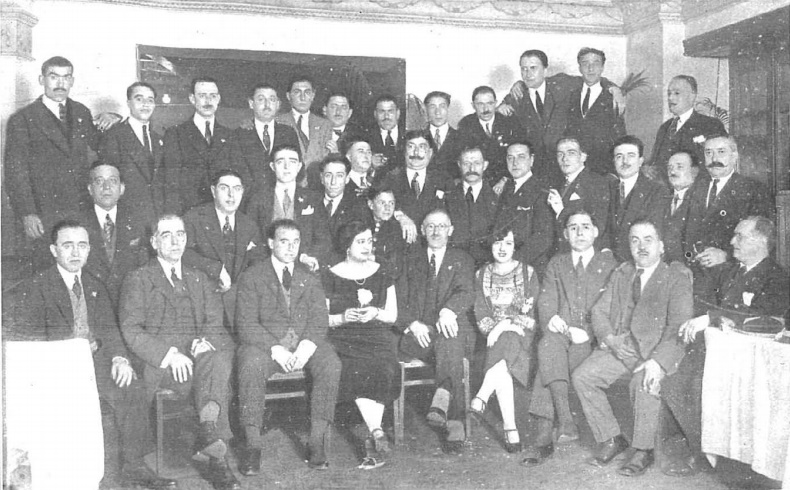
Empleados, viajantes, agentes vendedores y mecánicos de la sucursal de R. Oyarzun y Compañía, en Madrid (enero de 1925)

En 1911 contrajo matrimonio con Concepción Iñarra Sasa (1883-1979) e hizo oposiciones a la carrera diplomática, siendo nombrado el año siguiente viceconsul de España en Liverpool. Posteriormente fue cónsul de España en Río de Janeiro y otras ciudades. Tras obtener una excedencia, a finales de la década de 1910 fundó en Madrid la empresa R. Oyarzun y Compañía S. en C. para la importación y venta en el mercado español de modernas máquinas para la época, siendo algunos de sus productos, según publicaba la prensa:

los mejores aparatos de pesar, los más perfectos lavaplatos, molinos, batidoras y picacarnes eléctricos; las mejores máquinas cortafiambres, las más modernas peladoras eléctricas de patatas, las cafeteras exprés más perfeccionadas y económicas.

En 1931 Don Jaime le encargó la creación de un órgano oficial de prensa para la Comunión Tradicionalista, que carecía del mismo desde la desaparición de El Correo Español en 1921. No obstante, no pudo llevarse a cabo por razones económicas. 
Retomó la carrera diplomática y a principios de la década de 1930 era agregado comercial de la embajada de España en Londres, gestionando al mismo tiempo su empresa, que fue muy destacada en la prensa, especialmente tras su inauguración de una fábrica ultramoderna en Madrid.
En las elecciones de 1936 formó parte de la candidatura del Frente Nacional Contrarrevolucionario por Madrid encabezada por José María Gil Robles, siendo el único tradicionalista de la coalición madrileña, aunque no logró acta de diputado. El periódico tradicionalista El Siglo Futuro recogió en una entrevista su entusiasmo en esos días por el resurgir de la Comunión Tradicionalista y su admiración a su Jefe Delegado, Manuel Fal Conde.
Al estallar la Guerra Civil Española era secretario de Embajada de primera clase y agregado comercial de España en Austria, Hungría y Checoslovaquia. Se negó a realizar una declaración de adhesión a la República, enviando desde Viena al ministro de Estado en Madrid el siguiente telegrama:

Contestando pregunta telegráfica Vuecencia de que me da traslado excelentísimo señor Ministro de España en Viena, obligándome a hacer una declaración política contra lo prescrito artículo cuarenta y uno Constitución vigente y haciendo uso derecho que me concede artículo treinta y cuatro de la misma, declaro hallarme en desacuerdo con política seguida por Gobierno actual, cada día más influído y dominado por elementos comunistas y socialistas revolucionarios, a quienes considero enemigos de Religión, Patria y Libertad. Prefiero perder puesto y medios vida obtenidos mediante oposición y con garantía inamobilidad a violentar mi conciencia.— Román Oyarzun

Una vez en la zona sublevada, se estableció en Burgos, donde fue presidente del Comité Sindical de Fertilizantes. Durante esta época colaboró en los diarios El Pensamiento Navarro, ABC, Arriba España y Ya, empleando a veces seudónimos.

### Escritor

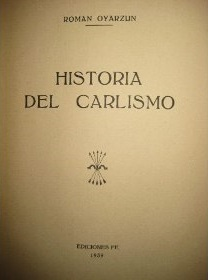
Historia del Carlismo (edición de 1939).

En su faceta de escritor, algunas de sus obras más destacadas fueron Historia del Carlismo (1939) y Vida de Ramón Cabrera (1961). En la primera afirmaba que era necesario reescribir la memoria del carlismo, para así corregir la falsa historia escrita por los liberales, salvo «autores serios» como Antonio Pirala y Buenaventura de Córdoba. Este compendio de la historia carlista fue criticado por algunos periodistas carlistas, entre otras cosas, por la importancia que daba a las escisiones cabrerista, nocedalista y mellista, y los defectos que achacaba al integrismo, en un momento en el que las tres ramas del tradicionalismo se habían reunificado. De ello se mostró orgulloso el autor, manifestando que «A los integristas y afines, mi obra no les agrada. Es un motivo de orgullo para mí. Quien dice la verdad es lógico que se sienta orgulloso». Oyarzun destacó asimismo en su obra el histórico carácter federalista del carlismo. Esta tendencia historiográfica sería extremada posteriormente en la década de 1970 por la facción carlohuguista, y especialmente por su principal ideólogo, José Carlos Clemente, en cuyas obras no solo enfatizaría el federalismo y la oposición del carlismo al integrismo, sino que llegaría a negar que el carlismo hubiese sido tradicionalista.

### Descendencia
Fue padre de Román Oyarzun Iñarra y Javier Oyarzun Iñarra, que siguieron la carrera diplomática, de la historiadora María Oyarzun Iñarra, de la intérprete Teresa Oyarzun Iñarra y de la pintora Sorro Oyarzun Iñarra. Fue abuelo del también diplomático Román Oyarzun Marchesi.

## Obras
- Historia del Carlismo (1939) — edición de 1944 en Liburuklik
- Campaña de doce meses en Navarra y las Provincias Vascongadas (1939) — traducción del inglés de la obra del Capitán Charles Frederick Henningsen
- Vida de Ramón Cabrera y las guerras carlistas (1961)
- El alavés D. Bruno de Villarreal, teniente general carlista (1964)
- Pretendientes al trono de España (1965)
- Nacimiento, vida, muerte y resurrección de los sacerdotes obreros (1966)

### Artículos
- La cuestión de Marruecos.- Conversación interesante (1910) en El Correo Español
- El nuevo arancel: un poco de crítica (1921) en Las Provincias
- Hermandad de la boina roja (1938) en El Pensamiento Alavés